# Autran Dourado
Waldomiro Freitas Autran Dourado (Patos de Minas, 18 de enero de 1926 - 30 de septiembre de 2012) fue un escritor y periodista brasileño. Fue secretario de prensa del presidente Juscelino Kubitschek en 1956.
Su obra se inserta en un esfuerzo de renovación de la literatura de Brasil aunque aparentemente retome los temas tradicionales, como la vida en el interior del país o los ambientes de las haciendas. La verdad, estas temáticas demuestran el origen minera del autor y la influencia de William Faulkner, lo que llevó al autor a crear la ciudad imaginaria de Duas Pontes. El autor se inspiró en el barroco minero y español de Minas Gerais. Su obra forma un conjunto en que las generaciones se suceden, transitando entre los siglos del apogeo del oro hasta la actualidad.
Ganó varios premios literarios, entre ellos el Premio Camões, en 2000. Su novela más conocida es Ópera dos Mortos y su novela corta más conocida es Uma Vida em Segredo, adaptada posteriormente al cine.

## Obras
- Meu mestre imaginário.
- Uma Vida em Segredo, (1964).
- Ópera dos Mortos, (1967).
- O Risco do Bordado, (1970).
- Os Sinos da Agonia, (1974).
- As Imaginações Pecaminosas, (Premio Jabuti, 1982).
- A Serviço Del-Rei, (1984).
- Opera dos Fantoches, (1995).
- Confissões de Narciso, (1997).

## Principales premios literarios
Premio Jabuti, año 1982.
Premio Camões, año 2000.